# Franz Schädle
El SS-Obersturmbannführer (Tinent Coronel) Franz Schädle (19 de novembre de 1906 -1 de maig de 1945) va ser el comandant de la guàrdia personal d'Adolf Hitler (SS-Begleitkommando des Führer), del 5 de gener de 1945 fins a la seva mort, pocs mesos després.
Va néixer a Westerheim, Baden-Württemberg després de l'escola, va treballar com a tècnic de la construcció. Es va unir a la Seguretat Social el 1930 i des de març de 1932 va ser un dels vuit membres fundadors de la guàrdia personal de Hitler, i també va exercir com un dels ajudants de Heinrich Himmler des del 1934. Ell s'encarregava de la seguretat de Hitler en el seu quarter general i el va acompanyar en tots els seus viatges.
El 28 d'abril de 1945 va ser ferit en una cama per metralla. Segons el relat d'Otto Günsche, tot i la lesió, podia haver contribuït a portar el cos de Hitler per les escales des del búnquer de Berlín, abans de presenciar la improvisada incineració dels dos cossos. Més tard, es va suïcidar pegant-se un tret al cap, en lloc d'unir-se al grup del bunker per intentar escapar de l'avanç de l'Exèrcit Roig.

## Cinema
El suïcidi de Franz Schädle és representat en una breu escena a la pel·lícula del 2004 Der Untergang. Schädle és interpretat per Igor Bubenchikov.